# Parafia Wniebowzięcia Najświętszej Maryi Panny w Czerwionce-Leszczynach
Parafia Wniebowzięcia Najświętszej Maryi Panny – rzymskokatolicka parafia znajdująca się w Czerwionce-Leszczynach, w dzielnicy Czuchów. Parafia należy do dekanatu Dębieńsko i archidiecezji katowickiej.

## Historia
Czuchów od początku swego istnienia należał do parafii św. Jerzego w Dębieńsku Wielkim o której pierwsze wzmianki pochodzą z 1342 r. Wtedy parafia w Dębieńsku należała do dekanatu żorskiego, a od początku XVII w. do dekanatu gliwickiego. W 1738 r. utworzono dekanat wielkodębieński. W 1985 r. Dębieńsko włączono do dekanatu leszczyńskiego, który w 1992 r. został przemianowany na dekanat dębieński. 
Opis drewnianego kościoła św. Jerzego w Dębieńsku Wielkim jest zachowany w protokołach wizytacyjnych z lat 1679 i 1686. W 1800 r. rozebrano drewniany kościół i postawiono w tym samym miejscu murowany kościół św. Jerzego, ufundowany przez hrabiego Antoniego Węgierskiego, właściciela wsi i dworu Wielkie Dębieńsko. W 1913 r. ks. prob. Jan Salzburg rozbudował kościół do dzisiejszych rozmiarów. Rozbudowany kościół został konsekrowany 5 października 1913 r. przez biskupa sufragana wrocławskiego Augustina. 
Marzeniem wielu pokoleń mieszkańców Czuchowa było posiadanie własnego kościoła parafialnego. Przejście Czuchowa po plebiscycie pod władzę polską stworzyło większe szanse na jego realizacje. Potrzeba ta była przeogromna ze względu na rozwój Czuchowa jak i okolicznych miejscowości związany z kopalnią "Dębieńsko" założoną w 1898 roku. 
Już od 1907 r. odprawiano nabożeństwa w cechowni kopalni "Dębieńsko". W 1915 r. celebrowanie niedzielnej Mszy św. przeniesiono do budynku nowo wybudowanej szkoły w Czerwionce. Parafia Najświętszego Serca Pana Jezusa została erygowana 1 sierpnia 1925 r. Natomiast w maju 1928 r. zakończono prace przy adaptowaniu dawnego hotelu robotniczego na potrzeby kultu. Powstał w ten sposób kościół poświęcony Najświętszemu Sercu Pana Jezusa w Czerwionce.
W Czuchowie już 4 grudnia 1923 r. została odprawiona pierwsza msza święta w kaplicy w starej szkole. 12 kwietnia 1926 r. do Czuchowa przybył lokalista parafii - ks. Alojzy Mori pochodzący z Duisburga - miasta w Zagłębiu Ruhry. Pragnienie posiadania własnej świątyni było tak wielkie, że wystarczyło pół roku na jego realizację. Budowę rozpoczęto w uroczystość św. Piotra i Pawła, a już na Boże Narodzenie celebrowano pierwszą w Czuchowie Pasterkę.
Pod koniec 1927 r. ks. Mori został zmuszony do opuszczenia parafii, gdyż nie posiadał polskiego obywatelstwa. Zastąpił go na okres pół roku ks. Józef Knosała. W latach 1928–1934 urząd proboszcza pełnił ks. Piotr Kowolik. W tym czasie parafia uzyskała pełną samodzielność. Budowę probostwa ukończono w 1931 roku. Świątynię konsekrowano 21 maja 1933 r.
W 1934 r. proboszczem został ks. Ryszard Broda, którego w czasie II wojny w 1940 r. światowej zastąpił ks. Jan Teichmann. Ksiądz Teichmann był administratorem latach 1941-1945. 
Następnie administratorem w latach 1945-1957 był ks. dr Alfons Fross a w latach 1957-1960 pełnił urząd proboszcza. W 1948 r. sprowadził do kościoła organy, które zbudował rybnicki organmistrz Ludwik Kuźnik. Po nim urząd sprawował ks. Piotr Klyczka (1960-1974), który przyczynił się do odnowienia świątyni i wyremontowania probostwa oraz zakupienia nowych dzwonów, gdyż 3 z 4 zabrano podczas działań wojennych na cele wojskowe. 
Po nagłej śmierci ks. Klyczki w 1974 r. proboszczem został ks. Lucjan Wawrzyńczyk. Dolny kościół poświęcony świętemu Józefowi Robotnika poświęcił biskup katowicki Herbert Bednorz 19 marca 1983 r. W czasie swojej osiemnastoletniej posługi przeprowadził m.in. malowanie kościoła i remont dachu. 
W 1992 r. ze względu na stan zdrowia ks. Wawrzyńczyk przeszedł na rentę i do śmierci w 1996 r. pełnił posługę duszpasterską w kaplicy w Zazdrości. Następnym proboszczem został ks. prałat Michał Matejczyk. Od tego czasu bardzo zmienił się kościół i cmentarz. Wyremontowano także zabytkową kaplicę dworską.
Z terenu parafii Wniebowzięcia NMP w Czuchowie pochodzą następujący kapłani (obok nazwiska rok święceń):
- ks. Mieczysław Mazanek 1938,
- ks. prałat kan. dr hab. Antoni Reginek 1972,
- ks. Krystian Gajek 1987,
- ks. Mirosław Krzyżowski 1994,
- ks. Arkadiusz Borowski 2003,
- ks. Michał Stefan 2003,
- o. Ernest Ogar OFM 2006.

Z terenu Czuchowa pochodzi także:
- ks. prałat Ludwik Skowronek wyświęcony w 1884 roku we Wrocławiu.
- o. dr Hubert Skowronek - brat Ludwika, jezuita

## Proboszczowie
- ks. Alojzy Mori, lokalista 1926-1927,
- ks. Piotr Kowolik 1928-1934
- ks. Ryszard Broda 1934-1940
- ks. Jan Teichmanm, administrator 1941-1945
- ks. dr Alfons Fross, administrator 1945-1957, proboszcz 1957-1960
- ks. Piotr Klyczka 1960-1974
- ks. Lucjan Wawrzyńczyk 1974-1992
- ks. Michał Matejczyk 1992-2015
- ks. Andrzej Marcak (do 2022)[1]
- ks. Krzysztof Jonczyk (2022– )[1]